# Systemutvecklare
Systemutvecklare designar och utvecklar datorsystem eller delar av datorsystem med utgångspunkt i den verksamhet tekniken skall ge stöd åt. Systemutvecklarens utgångspunkt är därför människorna som använder eller påverkas av teknik snarare än tekniken i sig. Förenklat kan man tala om systemering där verksamhetens behov (kraven) översätts till realiserbara funktioner respektive programmering där realisering av dessa funktioner sker, som två huvudsakliga kärnuppgifter i det arbete som utförs av denna yrkeskategori. Systemutvecklare måste inte designa hela datorsystemet utan kan också programmera på den delen som användaren inte ser, medan en IT-designer kan sköta utseendet och känslan av datorsystemet.

## Utbildning

### Sverige
I Sverige utbildas systemutvecklare ofta inom det systemvetenskapliga utbildningsområdet.